# Церковь Святых Иосифа и Медарда
Церковь Святых Иосифа и Медарда (нем. St. Joseph und Medardus) — католическая приходская церковь в городе Люденшайде, здание которой было построено архитектором Арнольдом Гюльденпфеннигом в 1882—1885 годах в стиле северогерманской кирпичной готики; является памятником архитектуры города.

## История и описание
Архитектор Арнольд Гюльденпфенниг спроектировал здание церкви Святых Иосифа и Медарда в Люденшайде в направлении «историзм»: несмотря на то, что храм строился в конце XIX века, в 1882—1885 годах, он походит на средневековые здания, созданные в период распространения на севере Германии кирпичной готики. Новое здание заменило собой небольшую часовню, располагавшуюся в районе современной площади Штернплатц: данная часовня использовалась католической общиной Люденшайда с момента её основания — то есть, с начала XIX века.
Первоначально здание церкви не имело колокольни — на крыше была расположена только сигнатурка. Крупная башня, высотой более 54 метров, была построена по проекту архитектора Роберта Ламма в период с 1927 по 1929 год: она также отличается рядом готических архитектурных деталей, но всё же ближе к стилю экспрессионизм. Новая башня завершила формирование современного «силуэта» центра Люденшайда, дополнив собой колокольни церкви Христа Искупителя и церкви Христа. На колокольне при храме Святых Иосифа и Медарда были установлены четыре колокола, переплавленные в годы Второй мировой войны, в 1942, для вооружения Вермахта. Сегодня колокольня располагает четырьмя бронзовыми колоколами: два малых колокола были отлиты в 1947 году, а два больших — в 1948.
С 2006 года к приходу церкви Святых Иосифа и Медарда присоединён приход церкви Марии.